# Cazideroque
Cazideroque est une commune du Sud-Ouest de la France, située dans le département de Lot-et-Garonne (région Nouvelle-Aquitaine).

## Géographie

### Localisation
Commune située dans l'Agenais entre Tournon-d'Agenais et Penne-d'Agenais. Elle est limitrophe du département de Tarn-et-Garonne.

### Communes limitrophes
Les communes limitrophes sont  Anthé, Bourlens, Dausse, Saint-Georges, Tournon-d'Agenais, Trémons et Valeilles.
| Trémons | Saint-Georges               | Bourlens          |
| Dausse  | Cazideroque                 | Tournon-d'Agenais |
|         | Valeilles (Tarn-et-Garonne) | Anthé             |

### Climat
Pour des articles plus généraux, voir Climat de la Nouvelle-Aquitaine et Climat de Lot-et-Garonne.
Historiquement, la commune est exposée à un climat océanique aquitain.  
En 2020, Météo-France publie une typologie des climats de la France métropolitaine dans laquelle la commune est exposée à un climat océanique altéré et est dans la région climatique Aquitaine, Gascogne, caractérisée par une pluviométrie abondante au printemps, modérée en automne, un faible ensoleillement au printemps, un été chaud (19,5 °C), des vents faibles, des brouillards fréquents en automne et en hiver et des orages fréquents en été (15 à 20 jours).
Pour la période 1971-2000, la température annuelle moyenne est de 12,4 °C, avec une amplitude thermique annuelle de 15,2 °C. Le cumul annuel moyen de précipitations est de 863 mm, avec 11,3 jours de précipitations en janvier et 6,3 jours en juillet. Pour la période 1991-2020, la température moyenne annuelle observée sur la station météorologique la plus proche, située sur la commune de Laroque-Timbaut à 19 km à vol d'oiseau, est de 14,0 °C et le cumul annuel moyen de précipitations est de 821,7 mm,. Pour l'avenir, les paramètres climatiques de la commune estimés pour 2050 selon différents scénarios d’émission de gaz à effet de serre sont consultables sur un site dédié publié par Météo-France en novembre 2022.

## Urbanisme

### Typologie
Au 1er janvier 2024, Cazideroque est catégorisée commune rurale à habitat très dispersé, selon la nouvelle grille communale de densité à sept niveaux définie par l'Insee en 2022.
Elle est située hors unité urbaine. Par ailleurs la commune fait partie de l'aire d'attraction de Villeneuve-sur-Lot, dont elle est une commune de la couronne,. Cette aire, qui regroupe 34 communes, est catégorisée dans les aires de 50 000 à moins de 200 000 habitants,.

### Occupation des sols

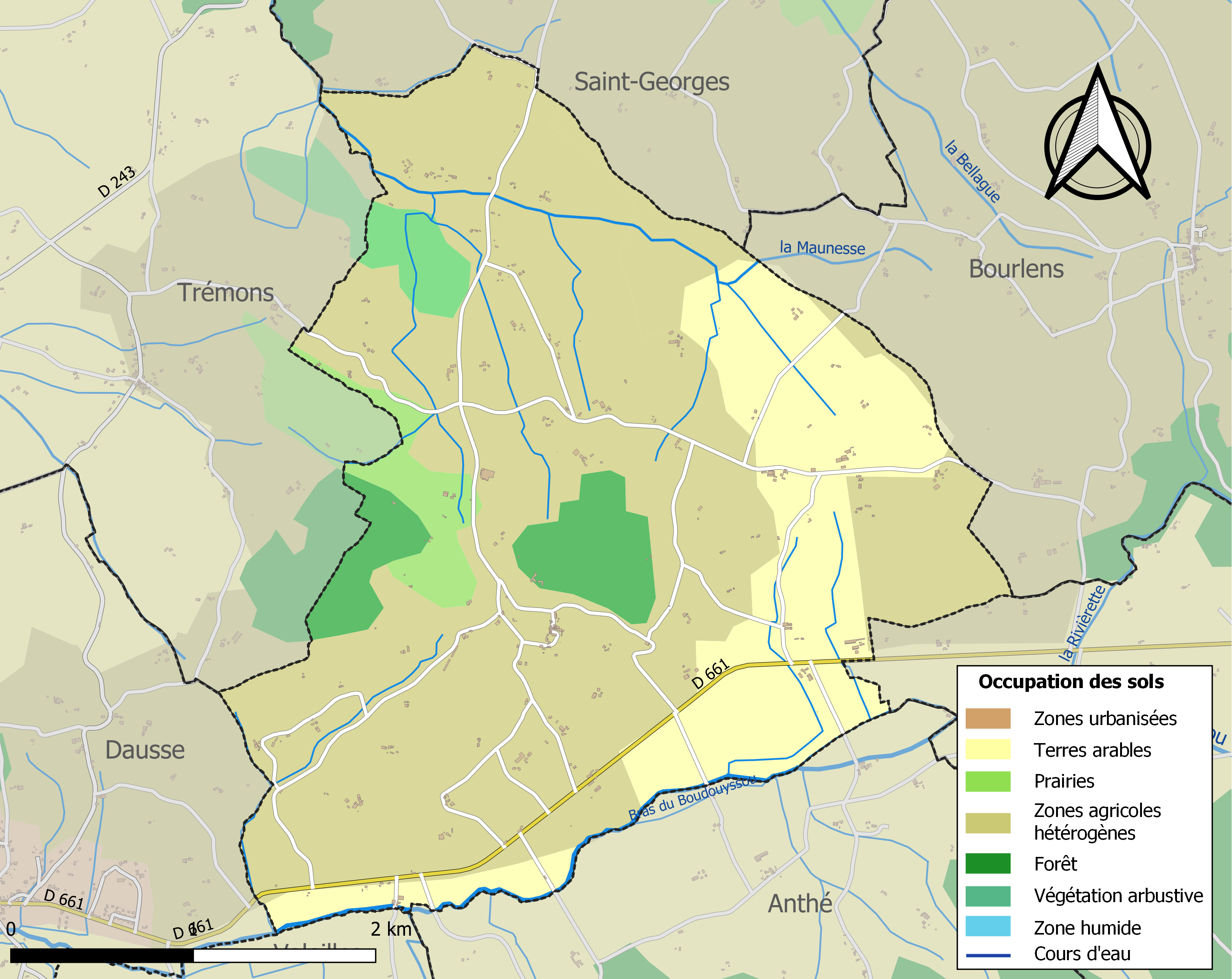
Carte des infrastructures et de l'occupation des sols de la commune en 2018 (CLC).

L'occupation des sols de la commune, telle qu'elle ressort de la base de données européenne d’occupation biophysique des sols Corine Land Cover (CLC), est marquée par l'importance des territoires agricoles (92,5 % en 2018), une proportion identique à celle de 1990 (92,5 %). La répartition détaillée en 2018 est la suivante : 
zones agricoles hétérogènes (67,8 %), terres arables (21,6 %), forêts (5,6 %), prairies (3,1 %), milieux à végétation arbustive et/ou herbacée (1,9 %). L'évolution de l’occupation des sols de la commune et de ses infrastructures peut être observée sur les différentes représentations cartographiques du territoire : la carte de Cassini (XVIIIe siècle), la carte d'état-major (1820-1866) et les cartes ou photos aériennes de l'IGN pour la période actuelle (1950 à aujourd'hui).

### Risques majeurs
Le territoire de la commune de Cazideroque est vulnérable à différents aléas naturels : météorologiques (tempête, orage, neige, grand froid, canicule ou sécheresse), inondations, mouvements de terrains et séisme (sismicité très faible). Un site publié par le BRGM permet d'évaluer simplement et rapidement les risques d'un bien localisé soit par son adresse soit par le numéro de sa parcelle.
Certaines parties du territoire communal sont susceptibles d’être affectées par le risque d’inondation par une crue à  débordement lent de cours d'eau, notamment le Boudouyssou. La commune a été reconnue en état de catastrophe naturelle au titre des dommages causés par les inondations et coulées de boue survenues en 1982, 1993, 1999, 2007 et 2009,.
Les mouvements de terrains susceptibles de se produire sur la commune sont des tassements différentiels.

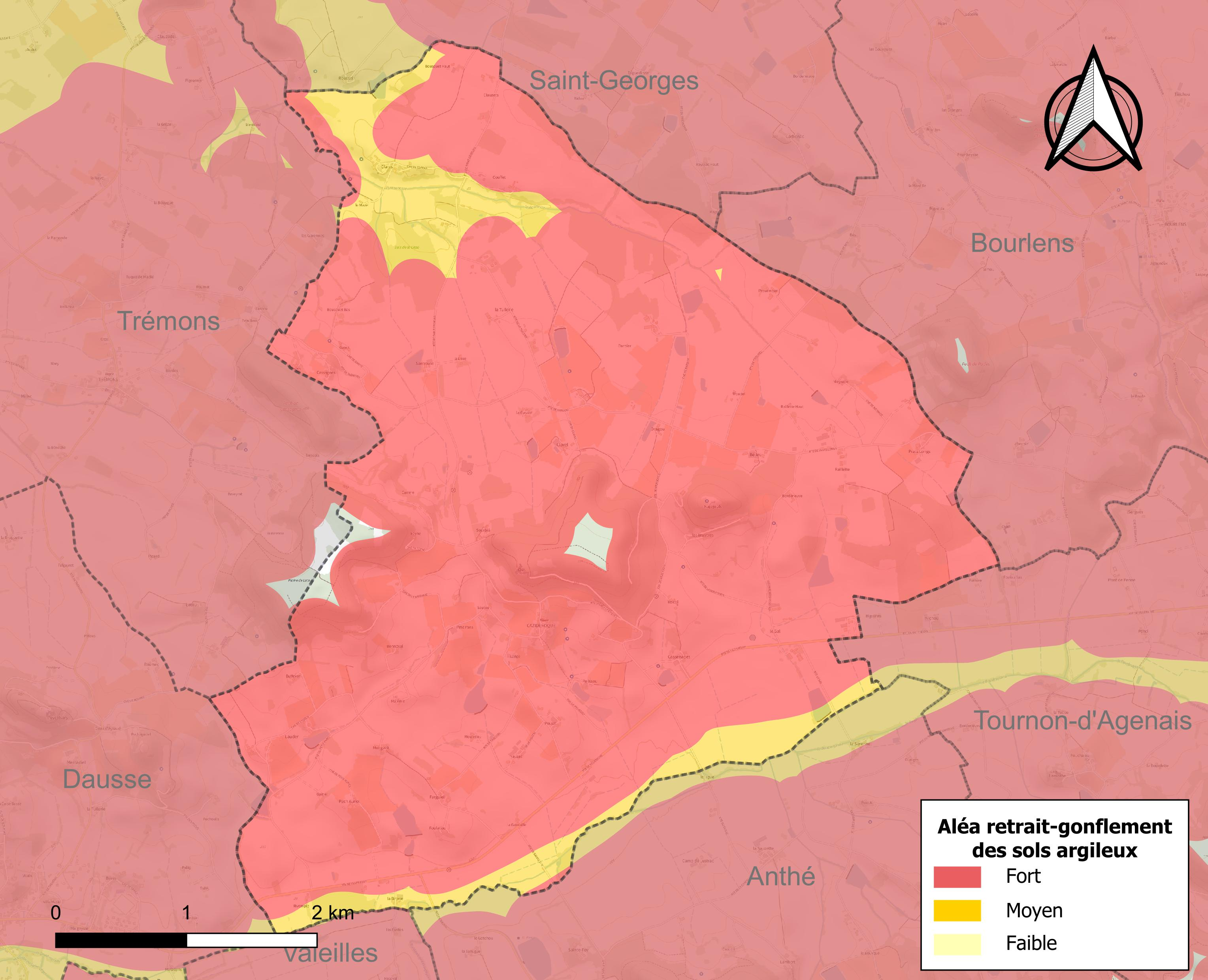
Carte des zones d'aléa retrait-gonflement des sols argileux de Cazideroque.

Le retrait-gonflement des sols argileux est susceptible d'engendrer des dommages importants aux bâtiments en cas d’alternance de périodes de sécheresse et de pluie. 99,2 % de la superficie communale est en aléa moyen ou fort (91,8 % au niveau départemental et 48,5 % au niveau national). Depuis le 1er octobre 2020, en application de la loi ELAN, différentes contraintes s'imposent aux vendeurs, maîtres d'ouvrages ou constructeurs de biens situés dans une zone classée en aléa moyen ou fort,.
Concernant les mouvements de terrains, la commune a été reconnue en état de catastrophe naturelle au titre des dommages causés par la sécheresse en 1989, 2003, 2009 et 2011 et par des mouvements de terrain en 1999.

## Histoire
Au sein de la commune de Cazideroque, le castrum de Najejouls (alias Mirogol) est mentionné en 1259, en co-seigneurie entre les frères E. de Fumel et B. de Montesquieu, qu'ils tiennent vraisemblablement de l'abbaye d'Eysses, détentrice de droits que la paroisse. Le Saisimentum de 1271 désigne ce castrum dans l'honneur de celui de Tournon.
Avec une église paroissiale, placée sous le vocable de saint Étienne, une résidence seigneuriale, et sans doute un habitat villageois subordonné, Najejouls est dès lors un village castral.
Assiégé par les partisans du roi de France en 1436, il est pris et rasé par le vicomte de Lomagne en 1441. Le site est rapidement réactivé, puisque les minutes du notaire Anthérieux mentionnent en 1503 un boutge (emplacement) près le "portal", confrontant « au levant la rue qui va du portal à l'église et par le fond avec une rue qui va du portal à l'ostal des seigneuries. »
Seule l'église en ruine avec son cimetière et une maison figurent encore sur le plan cadastral de 1831. Il ne subsiste plus aujourd'hui au sommet du pech ayant servi d'assiette à l'ancien castrum que quelques vestiges, dont un puits isolé.

## Politique et administration
| Période                                  | Période               | Identité             | Étiquette | Qualité |
| ---------------------------------------- | --------------------- | -------------------- | --------- | ------- |
| mars 1977                                | mars 1983             | Robert Rigal         |           |         |
| mars 1983                                | novembre 2006 (décès) | Claude Maury         |           |         |
| janvier 2007                             | mai 2020              | Jean-Claude Cavaillé | DVD       |         |
| mai 2020                                 | En cours              | Jean-Pierre Arondel  |           |         |
| Les données manquantes sont à compléter. |                       |                      |           |         |

## Démographie
| 1876 | 1881 | 1886 | 1891 | 1896 | 1901 | 1906 | 1911 | 1921 |
| ---- | ---- | ---- | ---- | ---- | ---- | ---- | ---- | ---- |
| 451  | 447  | 437  | 434  | 420  | 422  | 421  | 387  | 347  |

| 1926 | 1931 | 1936 | 1946 | 1954 | 1962 | 1968 | 1975 | 1982 |
| ---- | ---- | ---- | ---- | ---- | ---- | ---- | ---- | ---- |
| 352  | 351  | 356  | 332  | 307  | 295  | 261  | 227  | 223  |

| 1990 | 1999 | 2005 | 2006 | 2010 | 2015 | 2020 | 2022 | - |
| ---- | ---- | ---- | ---- | ---- | ---- | ---- | ---- | - |
| 244  | 264  | 250  | 247  | 239  | 230  | 242  | 246  | - |

## Lieux et monuments
- Église Saint-Gilles, du XIIe siècle. L'édifice a été inscrit au titre des monuments historique en 1957[25].
- Château de Cazideroque du XIIIe siècle.